# Ԁ
Ԁ, ԁ (в Юникоде называется коми дэ) — буква кириллицы. Использовалась в алфавите В. А. Молодцова — первом из официально утверждённых алфавитов письменности коми, действовавшим в 1918—1932 и 1936—1938 годах; где была 5-й буквой по счёту. Обозначает звонкий переднеязычный взрывной согласный /d/.